# 埃德·希利
小爱德华·弗朗西斯·希利（英語：Edward Francis Healey Jr.，1894年12月28日—1978年12月9日）是一名职业美式橄榄球运动员，场上位置包括进攻截锋、护锋和端锋。
希利出生于马萨诸塞州的斯普林菲尔德，1914年效力于圣十字学院的圣十字学院十字军美式橄榄球队，之后他转学到达特茅斯学院，并在该校校队效力了三个赛季。1920年至1922年，希利加盟了NFL球队罗克艾兰独立担任进攻截锋；1922年，他作为NFL历史上第一名被交易的球员转会到了芝加哥熊，并一直在该队效力至1927年。在希利的NFL生涯中，没有任何一个赛季球队胜率低于50%。
希利被视为联盟早期最出色的进攻锋线球员之一，1964年他入选了第二届职业美式橄榄球名人堂，1969年入选1920年代NFL最佳阵容，1974年入选大学美式橄榄球名人堂。

## 早年
希利1894年出生于马萨诸塞州斯普林菲尔德东北部的小镇印第安奥查德。1914年，希利从高中毕业后进入马萨诸塞州伍斯特的圣十字学院学习并参加大学橄榄球比赛，之后又在新罕布什尔州汉诺威的达特茅斯学院学习了三年（1918年因应征入伍而没有参赛）。在达特茅斯学院大格林美式橄榄球队效力期间，球队分别以5胜2负2平（1916年）、5胜3负（1917年）和6胜1负1平（1919年）的战绩完赛。沃尔特·坎普曾形容道：“希利是我最见过最好的截锋。”

## 职业生涯

### 罗克艾兰独立
1920年，希利加入了罗克艾兰独立，开始了自己的职业生涯。他带领独立队在当赛季取得了6胜2负2平的战绩，在14支队伍里排名第四。1921赛季，希利留在了罗克艾兰，并以4胜2负1平的战绩完赛，在21支球队中排名第五。
1922年，NFL正式成立，希利在赛季伊始继续为罗克艾兰独立效力。球队首战19-14战胜绿湾包装工，随后10-6惜败于芝加哥熊。熊队的老板、教练兼球员乔治·哈拉斯对希利的擒抱印象极为深刻（包括对哈拉斯本人的擒抱），并以100美元的价格买断了希利的合同，加盟芝加哥熊。希利从而成为了NFL历史上第一名被交易到另一支球队的球员。希利后来回忆说，他很高兴能够加盟一支设施水平一流的球队：“在罗克艾兰，我们没地方洗澡，也几乎没有训练员。但是在瑞格利球场，不仅有热水淋雨，还有暖和的更衣室。”

### 芝加哥熊
从1922年到1927年，希利共为芝加哥熊效力了六个赛季，胜率保持50%以上，其中五个赛季至少赢了九场比赛。从1922年到1926年，希利每年至少被一位主要评选机构选入当赛季最佳阵容。
1924年，他跑了30多码擒抱了抄截传球后跑错方向的队友奥斯卡·克诺普。1925年，他是唯一一名同时被《科利尔之眼》杂志、《绿湾新闻公报》和约瑟夫·卡尔选入最佳阵容的球员。
《绿湾新闻公报》称他为“职业球员圈内最棒的截锋”，芝加哥熊的老板乔治·哈拉斯则称其为“史上最全能的截锋”。

## 晚年及逝世
退役后，希利和妻子住在印第安纳州的南本德，先是在法国石材公司担任销售员，后来升任为销售经理。1978年12月，希利因营养不良、心肺功能衰竭、胃癌、肺癌等多种疾病在南本德的红衣主教疗养院逝世，享年83岁。他的葬礼在密歇根州的奈尔斯举行。

## 荣誉
希利因其对橄榄球运动的贡献而获得了诸多荣誉，包括：
- 1964年2月，希利入选第二期职业美式橄榄球名人堂。[7]
- 1969年8月，希利被职业美式橄榄球名人堂选入1920年代NFL最佳阵容。[8]
- 1974年4月，希利入选大学美式橄榄球名人堂（英语：College Football Hall of Fame）。[20]